# نروجین جید
نروجین جید (به انگلیسی: Norwegian Jade) یک کشتی است که طول آن ۹۶۵ فوت (۲۹۴ متر) می‌باشد. این کشتی در سال ۲۰۰۶ ساخته شد.